# Yefrosinia Zenkova
Yefrosinya Zenkova (em russo:  Ефросинья Зенькова; Ushaly, 22 de dezembro de 1923 – Vitebsk, 19 de abril de 1984) foi a secretária da organização de resistência ao Komsomol secreta apelidada de "Jovens Vingadores" durante a Segunda Guerra Mundial. Ela foi declarada Heroína da União Soviética em 1º de julho de 1958 por decreto do Soviete Supremo.

## Início da vida
Zenkova nasceu em 22 de dezembro de 1923 em uma família camponesa bielorrussa na aldeia de Ushaly, localizada no atual distrito de Shumilina, no oblast de Vitebsk, na Bielorrússia. Depois de completar o ensino médio, frequentou uma escola vocacional antes de trabalhar como costureira em uma fábrica de roupas em Vitebsk. Mais tarde, ela começou a estudar na Escola de Vestuário Técnico local, mas o prédio da escola foi bombardeado pela Força Aérea Alemã no dia das avaliações dos alunos.

## Atividades da Segunda Guerra Mundial
Após a invasão alemã da União Soviética no verão de 1941, Zenkova trabalhou inicialmente em atividades de defesa civil, resgatando pessoas de prédios desmoronados e removendo artefatos não detonados de ruas e telhados. Quando a cidade foi cercada por forças inimigas, ela não foi embora imediatamente, pois estava ajudando outras pessoas com a evacuação. Quando ela tentou fugir da cidade para território controlado pelos soviéticos, ela foi detida pelos alemães, mas conseguiu escapar da custódia deles. Ela então fugiu em uma jornada de uma semana para a pequena aldeia onde ela nasceu. Não muito tempo depois de chegar em sua cidade natal Ushaly, as forças alemãs assumiram o controle da área e começaram a confiscar a propriedade dos aldeões, especialmente comida e gado. Enquanto ela queria se juntar às fileiras do destacamento partidário nomeado em homenagem a Kliment Voroshilov, que seu irmão era um membro, mas em março de 1942 ela foi convidada pelo comissário do destacamento para formar uma célula Komsomol perto da junção de ferrovia estrategicamente importante em Obol, cinco quilômetros de distância de Ushaly para fornecer-lhes informações sobre as atividades militares alemãs na área. Zenkova concordou e o comissário deu-lhe uma lista de pessoas para recrutar e panfletos para espalhar entre eles. Com ela tendo apenas 18 anos de idade na época da formação da organização, bem como muitos dos novos recrutas sendo ainda mais jovens adolescentes, com o membro mais jovem tendo apenas 15, o grupo passou a ser conhecido como o "Jovens Vingadores". Em agosto de 1943, uma das integrantes do grupo, Zinaida Portnova, de 17 anos, conseguiu um emprego na cozinha de um refeitório alemão e, posteriormente, envenenou a sopa que estava sendo preparada, matando dezenas de soldados inimigos.
A fim de melhor monitorar as atividades no entroncamento ferroviário da Obol, Zenkova conseguiu um emprego como assistente de um contador na estação e outro partidário, Nikolai Alekseyev, encontrou trabalho como operador de estação. Quando Alekseyev encontrou um carregamento de tanques em um dos trens, ele rapidamente transferiu a informação da cadeia de comando para Moscou, e a Força Aérea Soviética enviou bombardeiros para destruir o carregamento. Os próprios partidários também se envolveram diretamente no armazenamento de armas e na sabotagem, causando a colisão de um trem cheio de homens da SS com um trem de reabastecimento. Quando a Zenkova foi equipada com minas magnéticas, ela encontrou formas criativas de escondê-las para entrega, e até mesmo forneceu um pedaço de pão para evitar a detecção. Uma mina que ela dera a um partidário foi colocada debaixo do carro de um alto oficial da SS e acabou matando ele e três outros membros da SS no carro. Eles também explodiram uma usina de energia, uma fábrica de tijolos, uma estação de bombeamento, uma fábrica de processamento de linho e minaram uma rodovia, além de remover pedaços de trilhos de trem em áreas vitais. Depois que o grupo foi traído aos alemães por um membro, houve prisões em massa, mas um membro conseguiu escapar e avisou Zenkova sobre o que estava acontecendo desde que ela esteve em Polotsk no momento em que as prisões começaram. Os dois conseguiram escapar e se juntaram ao V.I. Brigada Partidária Lenin Sirotinsk. Como os alemães não conseguiram encontrar Zenkova, prenderam a mãe Marfa e a executaram no lugar de sua filha como uma forma de punição coletiva.

## Fim da vida
Após a guerra, Zenkova criou os três filhos de um parente que morreu na guerra e tornou-se membro do Partido Comunista em 1945. Como instrutor do Comitê Distrital de Komosmol, Zenkova ajudou na reconstrução da cidade que havia sido seriamente danificada durante a guerra. a guerra. Em 1967, ela mudou de emprego e trabalhou no centro de recrutamento militar da cidade. Ela era uma oradora popular, falando em fábricas, escolas e unidades militares. Em 1958 foi declarada Herói da União Soviética e em 1976 foi declarada Cidadã Honorária de Vitebsk. Com sua saúde se deteriorando, faleceu em 1984 aos 60 anos e foi enterrada no Cemitério Mazurin de Vitebsk.